# Osterweddingen
Osterweddingen ist ein Ortsteil der Einheitsgemeinde Sülzetal im Landkreis Börde in  Sachsen-Anhalt. 

## Lage

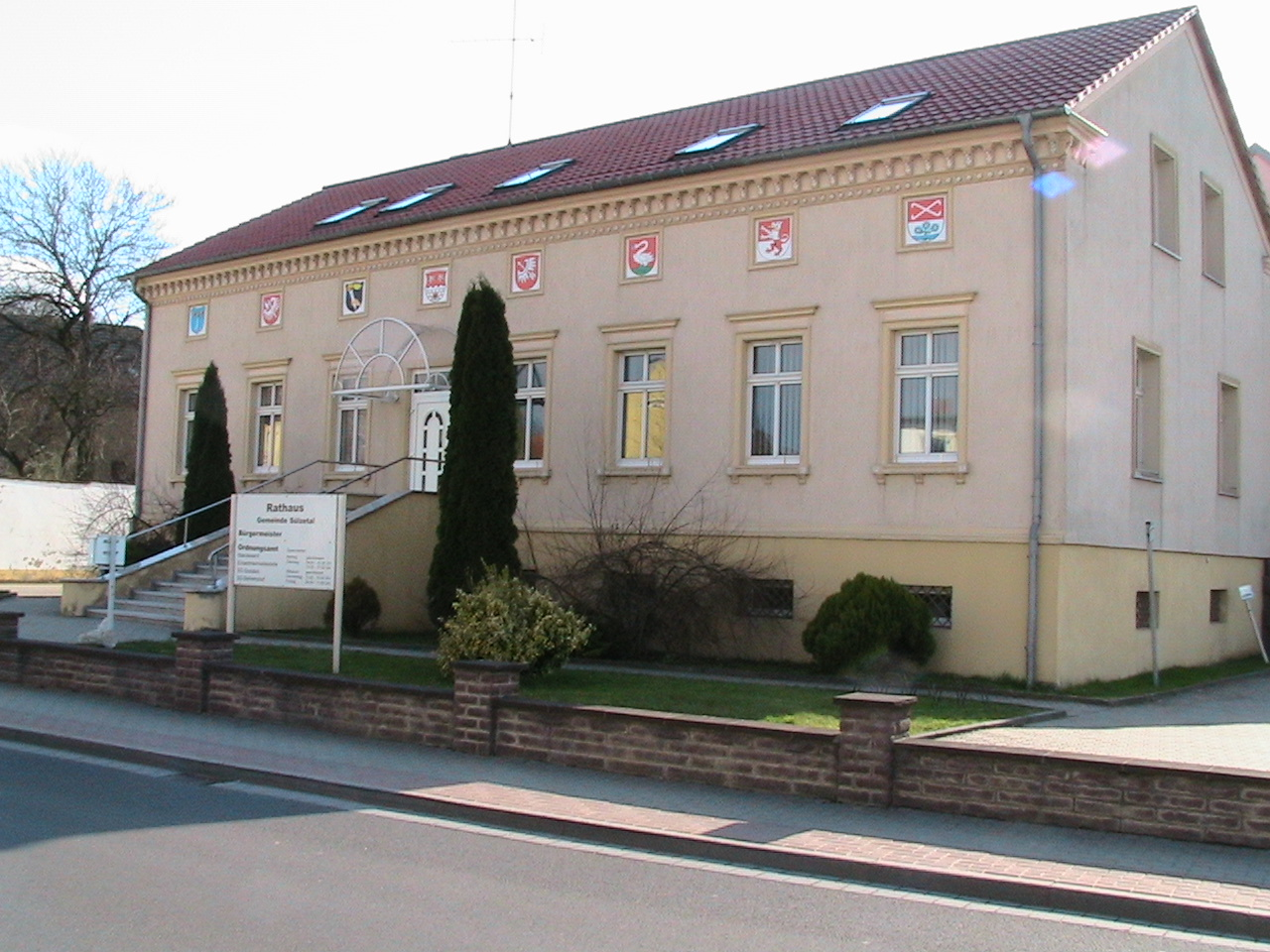
Rathaus der Gemeinde Sülzetal (Börde) in Osterweddingen

Osterweddingen liegt südlich der Landeshauptstadt Magdeburg in der Magdeburger Börde. 

## Geschichte
Eine erste urkundliche Erwähnung des Ortes erfolgte am 21. September 937. 1213 wurde Osterweddingen teilweise durch Otto IV. von Braunschweig zerstört. Mit dem Bau der (heute evangelischen) Kirche wurde 1321 begonnen. Im Gegensatz zur nahegelegenen Stadt Magdeburg blieb Osterweddingen von der Pest nicht verschont. Ein Großteil der Bevölkerung war betroffen. 1843 wurde der bis heute existierende Gleisanschluss gelegt. 1945 wurde die Kirche durch eine Luftmine beschädigt.

## Wappen
| | Blasonierung: „In Rot ein schrägrechts gelegter geflügelter silberner Pfeil.“ |
| Wappenbegründung: Diesen Schild führten die im 17. Jahrhundert erloschenen von Weddingen. Die Farben sind modern ergänzt, zu Grunde gelegt sind die magdeburgischen Farben Rot - Silber (Weiß), da der Ort seine historischen Wurzeln beim Erzbistum bzw. Herzogtum Magdeburg hat. Das Wappen wurde von dem Heraldiker Willy Kluge aus Osterweddingen gestaltet und am 22. November 1937 durch das Preußische Staatsministerium verliehen. |                                                                               |

## Wirtschaft und Infrastruktur

### Ansässige Unternehmen
Die zusammenhängende und circa 300 ha große Industriefläche des Osterweddinger und Dodendorfer Gewerbegebietes namens Gewerbegebiet Nord entstand erst vor wenigen Jahren. Erstansiedler waren die Deutsche Post DHL, die im Ort ein wichtiges Paketzentrum betreibt, und EDEKA Minden-Hannover. Nach mehrfacher Erweiterung der Fläche sind inzwischen viele Unternehmen ansässig, unter anderem seit 2006 die Glas Trösch Gruppe mit einem neuen Produktionsstandort für Verbund-Sicherheitsglas. Die Salutas Pharma GmbH produziert vor Ort Salben, Cremes und Gele für den Novartis-Konzern.

### Verkehrsanbindung
Wichtige Anbindungen sind besonders die A 14 (direkt) und die B 71 (ca. 0,5 km) sowie in deren Fortführung die B 81 (ca. 2,5 km).
Der Haltepunkt Osterweddingen liegt an der Bahnstrecke Magdeburg–Thale. Es halten die Regionalexpress-Züge Magdeburg–Halberstadt–Thale/Goslar/Blankenburg im Stundentakt sowie die Regionalbahnen Magdeburg–Oschersleben im Stunden- bis Zweistundentakt. Auf die Abfahrtzeiten der Züge abgestimmt verkehren Busse in die umliegenden Orte. Der nächstgelegene Fernbahnhof ist Magdeburg Hauptbahnhof.
Ein direkt an der Elbe liegender Hafen ist 18 km entfernt. Der nächste Flugplatz liegt in Magdeburg (5 km Entfernung), der nächste Linienflughafen in circa 110 km Entfernung (Flughafen Leipzig/Halle).

## Sehenswürdigkeiten

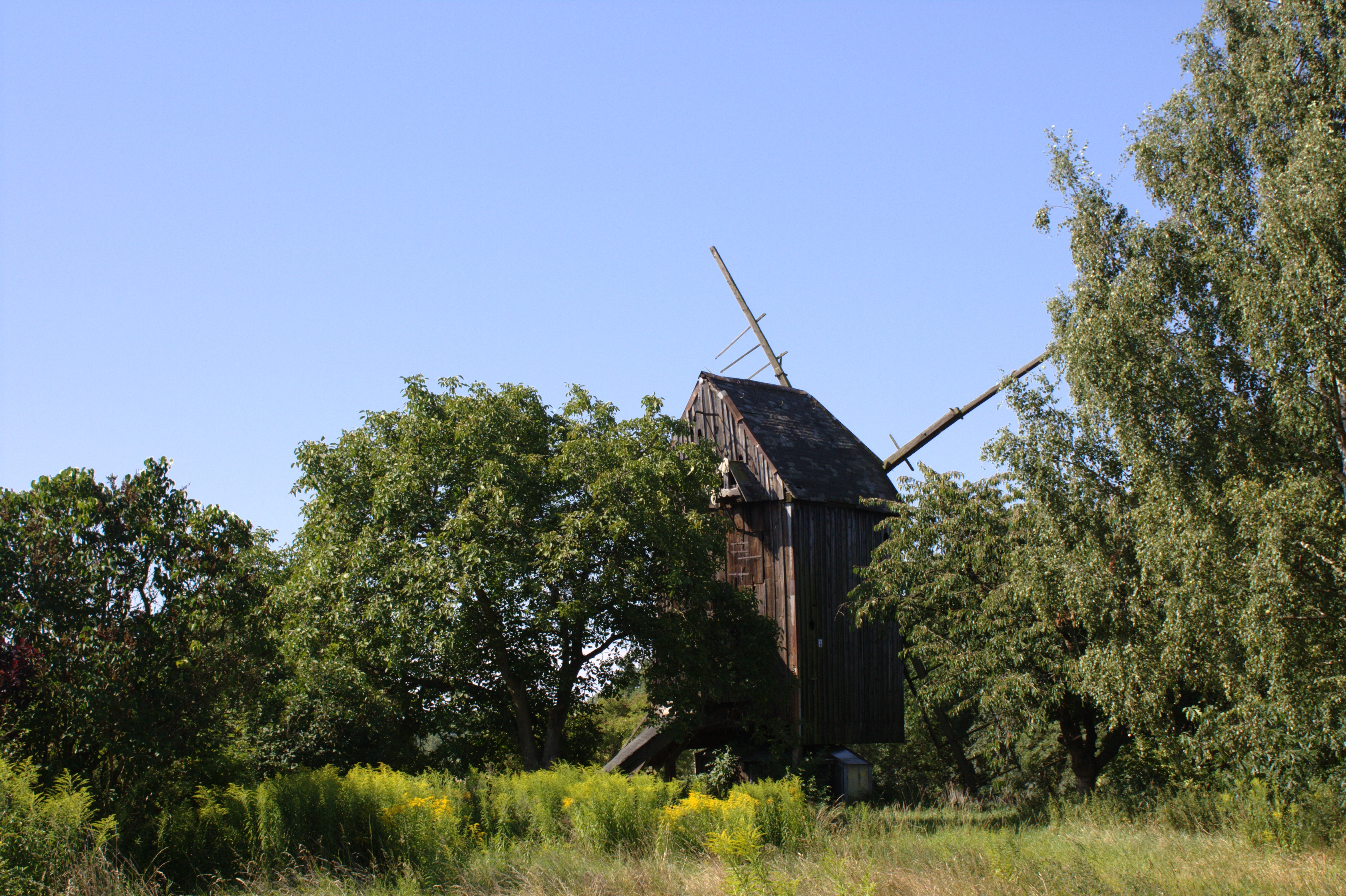
Windmühle

- St.-Lambertus-Kirche mit mittelalterlichem Querturm und dem Kriegerdenkmal Osterweddingen
- drei Taubentürme beziehungsweise -pfeiler, ca. 250 Jahre alt, darunter der Taubenturm Alte Kirchstraße 20 und der Taubenturm Mittelstraße 13
- Windmühle (vom Zerfall bedroht)
- mehrere typische Bördebögen
- Grabstätte auf dem Ortsfriedhof für einen namentlich bekannten Zwangsarbeiter aus Polen, der während des Zweiten Weltkrieges nach Deutschland verschleppt und 1942 öffentlich erhängt wurde
- an den Pfingstfeiertagen großes Heimatfest

## Sport
- Osterweddinger SV (OSV): Fußball, Tischtennis, Volleyball, Gymnastik
- RSV: Radsportverein Osterweddingen
- RGZV Osterweddingen

## Söhne der Gemeinde
- Wilhelm Schneidewind (1860–1931), Agrikulturchemiker
- Johann Justus Peter Schulze (1785–1855), Architekt und Stadtbaumeister